# Abscondita pallescens
Abscondita pallescens is een keversoort uit de familie glimwormen (Lampyridae). De wetenschappelijke naam van de soort werd voor het eerst geldig gepubliceerd in 1880 door Gorham als Luciola pallescens.